# I'll Be There for You (album KC and the Sunshine Band)
I'll Be There For You è il dodicesimo ed ultimo album dei KC and the Sunshine Band.

## Tracce
1. When I Close My Eyes
2. Higher Love
3. Wanna Be Your Lover
4. All That Good Stuff
5. Get Up Off Your Love
6. All I Really Wanna Do
7. Down Again
8. Come Back
9. Party Zone
10. When It Comes To Love
11. I'll Be There For You
12. All That Good Stuff (Latin Remix)
13. Higher Love (Latin Remix)
14. I'll Be There (Remix)